# Juventude Hitlerista

Bandeira da Juventude Hitlerista

A Juventude Hitlerista (português brasileiro) ou Juventude Hitleriana (português europeu) (em alemão, Hitlerjugend, abreviado HJ) foi uma instituição obrigatória para jovens da Alemanha nazista, que visava treinar crianças e adolescentes alemães de 6 a 18 anos de ambos os sexos para os interesses nazistas. Os jovens se organizavam em grupos e milícias paramilitares. Esses grupos de indivíduos existiram entre 1922 e 1945. Antes a HJ era um movimento relativamente pequeno; a partir de 1936 com o alistamento obrigatório, 3,6 milhões de membros haviam sido recrutados e, em 1938, o número chegava a 7,7 milhões. Em 1939, já no pré-guerra, foi decretada uma ordem de recrutamento geral.
Em 1936, Hitler unificou as organizações de jovens e anunciou que todos os jovens alemães deveriam se alistar no Deutsches Jungvolk (Povo Jovem) aos 10 anos, quando poderiam ser treinados em atividades extracurriculares, que incluíam a prática de esportes e acampamentos, além de uma doutrinação ao nazismo. Aos 14 anos, os jovens deveriam entrar na Juventude Hitlerista, sujeitando-se a uma disciplina semimilitar, bem como a atividades externas e à propaganda nazista. Paralelamente à Juventude Hitlerista, existia a Liga das Jovens Alemãs, onde as moças aprendiam os deveres da maternidade e os afazeres domésticos, e, assim como os garotos, aprendiam os verdadeiros objetivos do nazismo, e o que fazer para alcançá-lo. Aos 18 anos, deveriam alistar-se nas forças armadas ou nas forças de trabalho (Reichsarbeitsdienst). O governo nazista usou o termo "Nova Ordem inicialmente quando ele defendeu a incitação de violência da juventude.

## Formações

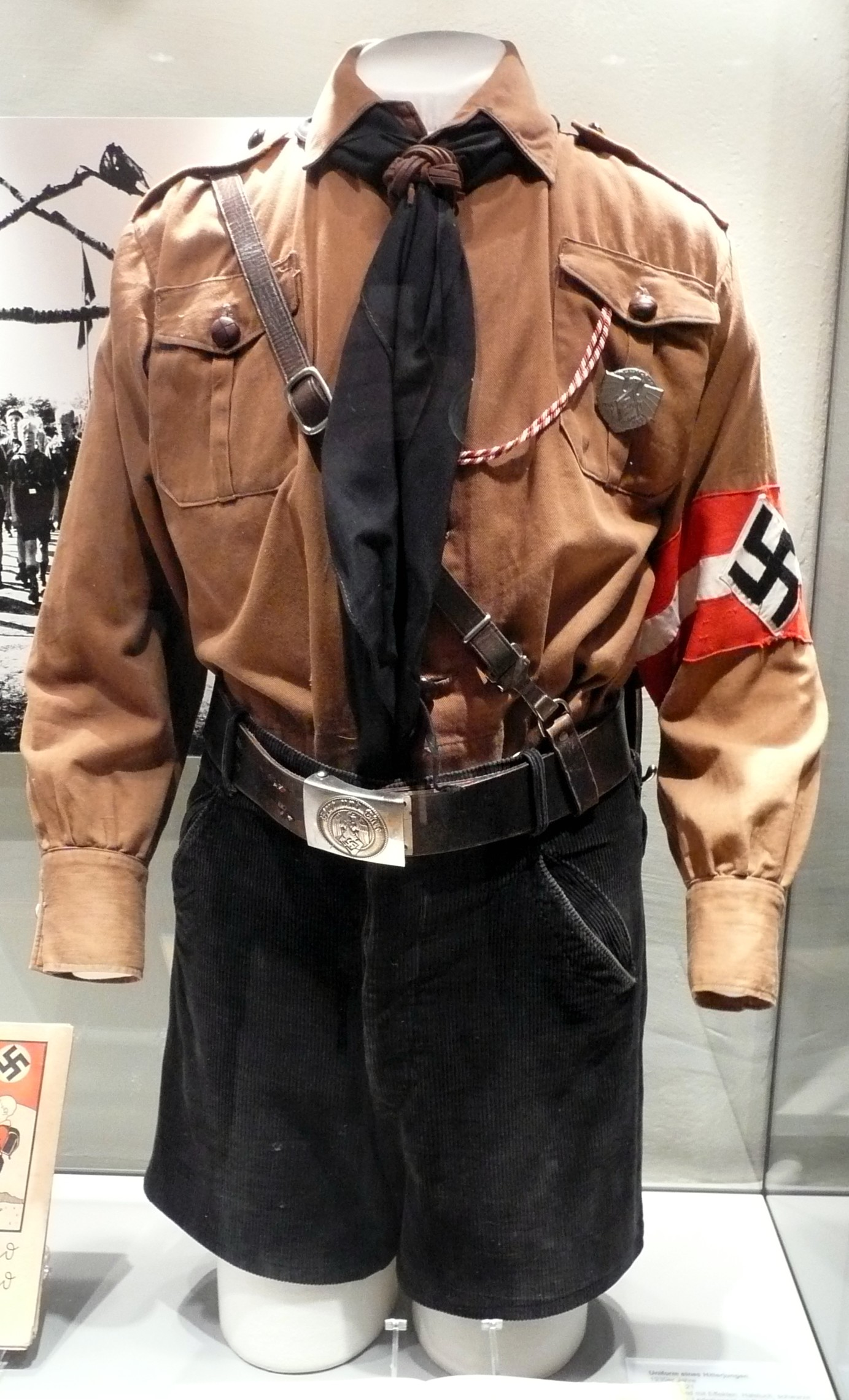
Uniforme da Juventude Hitlerista na década de 1930.

Dos 6 aos 10 anos, um rapaz fazia um aprendizado para servir na HJ, chamado de Pimpf. Para cada jovem era fornecido um livro de registro, onde seria anotado seu progresso na organização, incluindo o seu conhecimento das doutrinas nazistas. Aos 10 anos, depois de passar por testes consecutivos de atletismo, acampamento e história nazificada, recebia o grau de Jungvolk ("Jovem Popular") fazendo o seguinte juramento:
Diante dessa bandeira de sangue, que representa nosso Führer, juro devotar todas as minhas energias e forças ao salvador da nossa pátria, Adolf Hitler. Estou disposto e pronto a dar a minha vida por ele, com a ajuda de Deus.
Aos 14 anos os rapazes entravam na HJ propriamente dita, ficando nela até os 18 anos, quando era transferido para a Cooperação pelo Trabalho ou a Wehrmacht. Na Juventude Hitlerista os rapazes recebiam treinamento em doutrinas nazistas, artes militares, acampavam, sendo conhecidos pela população por "usarem pesadas mochilas e marcharem nos fins de semana". De 10 à 14 anos, as jovens alemãs eram alistadas como Jungmädel (Jovens Donzelas); seu uniforme era composto de uma blusa branca, saia azul e meias e sapatos de marcha, e seu treinamento era como o dos rapazes.
Aos 14 anos as moças entravam para a Bund Deutscher Mädel ou B.D.M (Liga das Moças Alemãs), ficando nela até os 21 anos. Algumas vezes as moças também faziam experiências em arte militar. Na Alemanha nazista, dava-se atenção ao fato de que o principal papel das mulheres eram gerarem filhos sadios, propagando a “raça ariana”.
Aos 18 anos as moças das B.D.M prestavam um ano de serviço nas fazendas – as Landjahr, equivalente à Cooperação do Trabalho dos rapazes. Sua tarefa consistia em ajudar em casa e no campo: as moças viviam em chácaras ou em pequenos acampamentos nos distritos rurais, onde eram apanhadas por caminhões no início da manhã e levadas às fazendas. Também havia o Ano do Lar, em que em torno de quinhentas mil moças passavam um ano fazendo trabalhos domésticos num lar da cidade. Logo surgiram pais reclamando que suas filhas haviam engravidado dos camponeses sem se casar ou, senão, dos rapazes da Cooperação do Trabalho, cujo acampamento ficava muitas vezes próximo aos da B.D.M.

## História

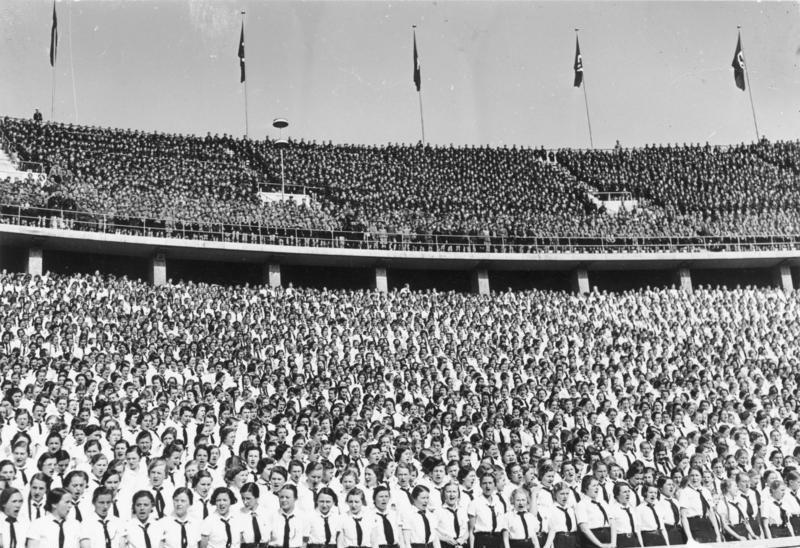
Comício da Hitlerjugend no Estádio Olímpico de Berlim. Foto de 1937

Aparentemente Hitler não acreditava que as escolas públicas pudessem nazificar a juventude, acreditando que a Hitlerjugend pudesse fazê-lo, porém, a organização era um movimento juvenil relativamente pequeno. Em 1932, o alistamento total possuía apenas 107.956, enquanto do Comitê do Reich das Associações da Juventude Alemã chegavam a cerca de 10 000 000 de jovens, o maior movimento juvenil do mundo. Hitler nomeou Baldur von Schirach, que desde 1925 já era líder da Juventude Hitlerista, “líder da Juventude do Reich Alemão” em junho de 1933. Posteriormente, em vez de subordinar-se ao Ministério da Educação, Schirach passou a ser responsável diretamente perante Hitler. Schirach imediatamente ordenou que cinquenta homens da Hitlerjugend ocupassem o Comitê do Reich das Associações da Juventude Alemã. O chefe do comitê, um antigo general do exército prussiano Vogt, e o almirante da Primeira Guerra Mundial von Trotha, presidente da associação foram destituídos e seus cargos extintos. Centenas de pensões para jovens alemães no valor de alguns milhões de dólares foram confiscadas. Em 1 de dezembro de 1936, Hitler decretou uma lei que extinguia todas as organizações de jovens não-nazistas:
 “(...) Toda a juventude alemã do Reich está organizada nos quadros da Hitlerjugend!
A juventude alemã, além de ser educada na família e nas escolas, será forjada física, intelectual e moralmente no espírito do nacional-socialismo (...) por intermédio da Hitlerjugend. 

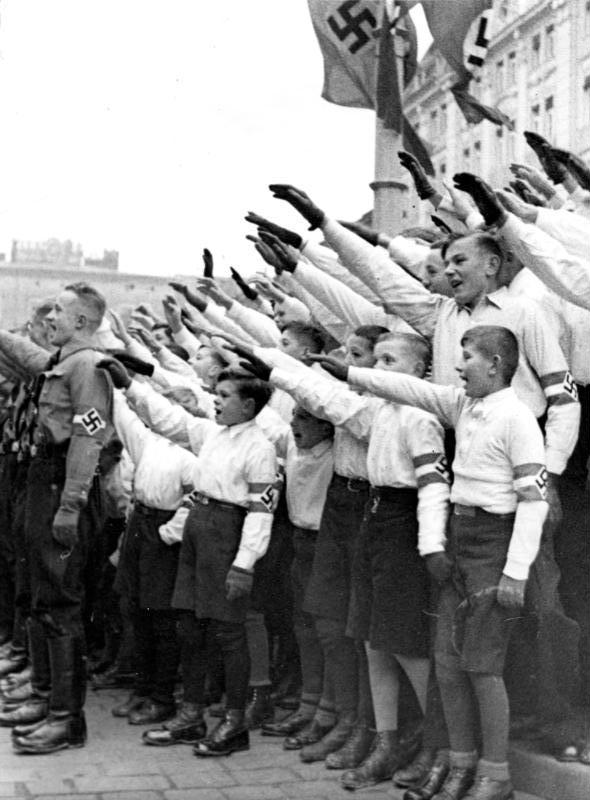
Integrantes da Hitlerjugend da cidade de Posen (atual Poznań) fazendo a Hitlergruß (saudação nazista)

No fim de 1938, a organização teria 7 728 259 membros, entretanto em torno de 4 milhões de jovens ainda estavam fora da organização. Então, em março de 1939, o regime nazista decretou uma lei no qual todos os jovens deviam ser convocados para a Hitlerjugend, de forma semelhante ao exército. Caso os pais se recusassem a alistar seus filhos, eram submetidos a severas sentenças de prisão, ou seus filhos poderiam ser mandados para orfanatos ou outros locais. A Hitlerjugend também foi planejada para preparar a base de apoio para a ascensão de Hitler ao poder, criando assim sua proto-guarda pessoal para brinda-lo em manifestações.
Eram ensinadas desde crianças a desprezar todos os considerados "indesejáveis" pelo regime nazista, principalmente os judeus:
 “Grupos da Hitlerjugend - meninos de doze anos para cima – recebiam crianças russas para brincar e eram encorajadas a esmurrá-las e torturá-las. Essas cenas tremendas foram perpetradas na Rússia inteira e nos Estados Bálticos, não em casos esporádicos, mas sim em muitas centenas, em maior ou menor escala. Durante toda a ocupação alemã. Nunca cessaram.” 

## Membros notáveis
- Claus von Amsberg, príncipe dos Países Baixos;
- Hans-Dietrich Genscher, ministro de relações exteriores alemão de 1974 a 1992;
- Hans Scholl, membro do movimento Rosa Branca;
- Jürgen Habermas, filósofo e sociólogo;
- Manfred Rommel, prefeito de Stuttgart de 1974 a 1996;
- Heinz Felfe, espião.
- Joseph Aloisius Ratzinger, Papa Bento XVI (fez parte da HJ, porém não era nazista).[6]